# Kyrklandet
Kyrklandet est une île finlandaise située dans la commune de Pargas.
Sa superficie est de 64 km2.
Kyrklandet compte 656 habitants permanents, et plus de 2 000 en été.